# Старохурадинское сельское поселение
Старохурадинское се́льское поселе́ние — муниципальное образование в Алькеевском районе Татарстана Российской Федерации.
Административный центр — село Старая Хурада.

## География
Расположено в центральной части района. Граничит с Тяжбердинским, Нижнеалькеевским, Чувашско-Бродским, Чувашско-Бурнаевским, Верхнеколчуринским, Староматакским сельскими поселениями.
Крупнейшие реки — Атас и её притоки Шапкинка, Бурнайка (бассейн р. Мал. Черемшан).
По территории проходит автодорога Нижнее Алькеево – Кузнечиха.

## История
Статус и границы сельского поселения установлены Законом Республики Татарстан от 31 января 2005 года № 10-ЗРТ «Об установлении границ территорий и статусе муниципального образования "Алькеевский муниципальный район" и муниципальных образований в его составе».

## Население
| 2010 | 2011 | 2012 | 2013 | 2014 | 2015 | 2016 |
| ---- | ---- | ---- | ---- | ---- | ---- | ---- |
| 492  | ↘490 | ↘486 | ↗498 | ↗508 | ↗511 | ↗512 |
| 2017 | 2018 |      |      |      |      |      |
| ↘506 | ↗513 |      |      |      |      |      |

## Состав сельского поселения
| № | Населённый пункт | Тип населённого пункта       | Население (2010) |
| - | ---------------- | ---------------------------- | ---------------- |
| 1 | Сиктерме         | село                         | 249              |
| 2 | Старая Хурада    | село, административный центр | 243              |